# Atomic Monster
Atomic Monster est une société américaine de production cinématographique et télévisée fondée en 2014 par James Wan. Il s'agit d'une filiale de Blumhouse Productions depuis 2024.

## Histoire
En octobre 2014, il est dévoilé que James Wan a fondée sa propre société de production. Parallèlement, il signe un accord de premier regard avec le studio Warner Bros.. La société est dans un premier temps créé pour permettre à Wan de produire les films de l'univers cinématographique Conjuring, à la suite du succès de son film Conjuring : Les Dossiers Warren en 2013.
En 2016, la société produit son premier long-métrage ne se déroulant pas dans la franchise Conjuring avec Dans le noir de David F. Sandberg. La même année, elle produit la série télévisée MacGyver, marquant sa première collaboration avec un autre studio que Warner Bros.
Fin 2022, il est annoncé que la société est en discutions pour fusionner avec Blumhouse Productions. La fusion est finalisée en janvier 2024. Les deux sociétés continueront à opérer comme deux labels autonomes, avec leur propre direction artistique et identité de marque. Cette fusion permet également à Atomic Monster d'hériter du contrat de premier regard de Blumhouse avec Universal Pictures et d'utiliser leurs infrastructures pour ses propres productions.

## Filmographie

### Cinéma
- 2014 : Annabelle de John R. Leonetti
- 2016 : Conjuring 2 : Le Cas Enfield (The Conjuring 2) de James Wan
- 2016 : Dans le noir (Lights Out) de David F. Sandberg
- 2017 : Annabelle 2 : La Création du mal (Annabelle: Creation) de David F. Sandberg
- 2018 : La Nonne (The Nun) de Corin Hardy
- 2019 : La Malédiction de la dame blanche (The Curse of La Llorona) de Michael Chaves
- 2019 : Annabelle : La Maison du mal (Annabelle Comes Home) de Gary Dauberman
- 2021 : Mortal Kombat de Simon McQuoid
- 2021 : Conjuring : Sous l'emprise du Diable (The Conjuring: The Devil Made Me Do It) de Michael Chaves
- 2021 : Malignant de James Wan
- 2021 : Killer Game (There's Someone Inside Your House) de Patrick Brice
- 2023 : M3GAN de Gerard Johnstone
- 2023 : La Nonne : La Malédiction de Sainte-Lucie (The Nun 2) de Michael Chaves
- 2023 : Aquaman et le Royaume perdu (Aquaman and the Lost Kingdom) de James Wan
- 2024 : Night Swim de Bryce McGuire
- 2024 : Salem ('Salem's Lot) de Gary Dauberman
- 2025 : The Monkey d'Oz Perkins
- 2025 : M3GAN 2.0 de Gerard Johnstone

Prochainement
- 2025 : Conjuring : L'Heure du jugement (The Conjuring: Last Rites) de Michael Chaves
- 2025 : Mortal Kombat 2 de Simon McQuoid
- 2026 : SOULM8TE de Kate Dolan
- 2026 : The Mummy de Lee Cronin
- 2026 : Incidents Around the House de Rob Savage

### Télévision
- 2016-2021 : MacGyver
- 2019 : Swamp Thing
- 2021 : Aquaman, Roi de l'Atlantide (Aquaman: King of Atlantis)
- 2021 : Souviens-toi... l'été dernier (I Know What You Did Last Summer)
- 2022 : Archive 81
- 2022 : Lapin Samouraï : Les chroniques d'Usagi (Samurai Rabbit: The Usagi Chronicles)
- 2024 : Teacup

Prochainement
- 56 Days
- The Copenhagen Test